# Charles Blondin
Charles Blondin, eredeti neve: Jean François Gravelet-Blondin (Hesdin, Pas-de-Calais, Franciaország, 1824. február 28. – London, 1897. február 22.) francia kötéltáncos és akrobata, aki saját korában megdöbbentő mutatványaival nagy hírnévre tett szert és csak Blondin Lovag, vagy a Nagy Blondin néven emlegettek.

## Élete
Szülei szintén akrobaták voltak és amikor Blondin 5 éves lett a lyoni École de Gymnase-ban (tornásziskolában) kezdett tanulni. Mindössze hat hónap felkészülés után lépett fel először közönség előtt mint a "Kis csodagyerek". Kiemelkedő tehetségével és bájával, valamint bemutatott számainak eredetiségével lett az emberek kedvence. Kilencéves korában jutott árvaságra.
1855-ben az Egyesült Államokba ment és leszerződött William Niblóval a Ravel-társulattal bemutatandó előadás-sorozatra. Népszerűségét és vagyonát annak az ötletének köszönhette, hogy a Niagara-vízesés felett kifeszített kötélen egyensúlyozott egyik oldalról a másikra. A kötél 340 méter hosszú, 8,3 cm vastag volt, 49 méterre kifeszítve a víz színe fölött. A mutatványt először 1859. június 30-án mutatta be, nem messze a mai Rainbow-hídtól. Ezután a bemutató után produkcióját többször megismételte, de mindig valamilyen látványossággal egészítette ki, volt, hogy szemkendővel tette meg a távot, vagy éppen zsákkal a fején, vagy talicskát tolva, vagy gólyalábakon. Volt, hogy egy embert vitt át a hátán, aki általában a menedzsere volt, volt hogy a táv közepén leült a kötélen, vagy a kötélen készítette el az omlettjét és fogyasztotta el, volt hogy a kötélre egy széket helyezett és azon egyensúlyozott. 1860-ban a walesi herceg is látta, hogyan kel át a Niagara egyik oldaláról a másikra, sőt Blondin fel is kérte a későbbi királyt, hogy a hátán átvihesse, de ő elutasította. Volt, hogy a szék mellé asztalt is vitt, hogy megpróbáljon a székre leülni és az asztalra tenni lábait, ez azonban nem sikerült, mert az asztal leesett. Megtette az utat éjszaka, mozdonylámpákkal megvilágítva magát, és bilincsekkel a kezén is.

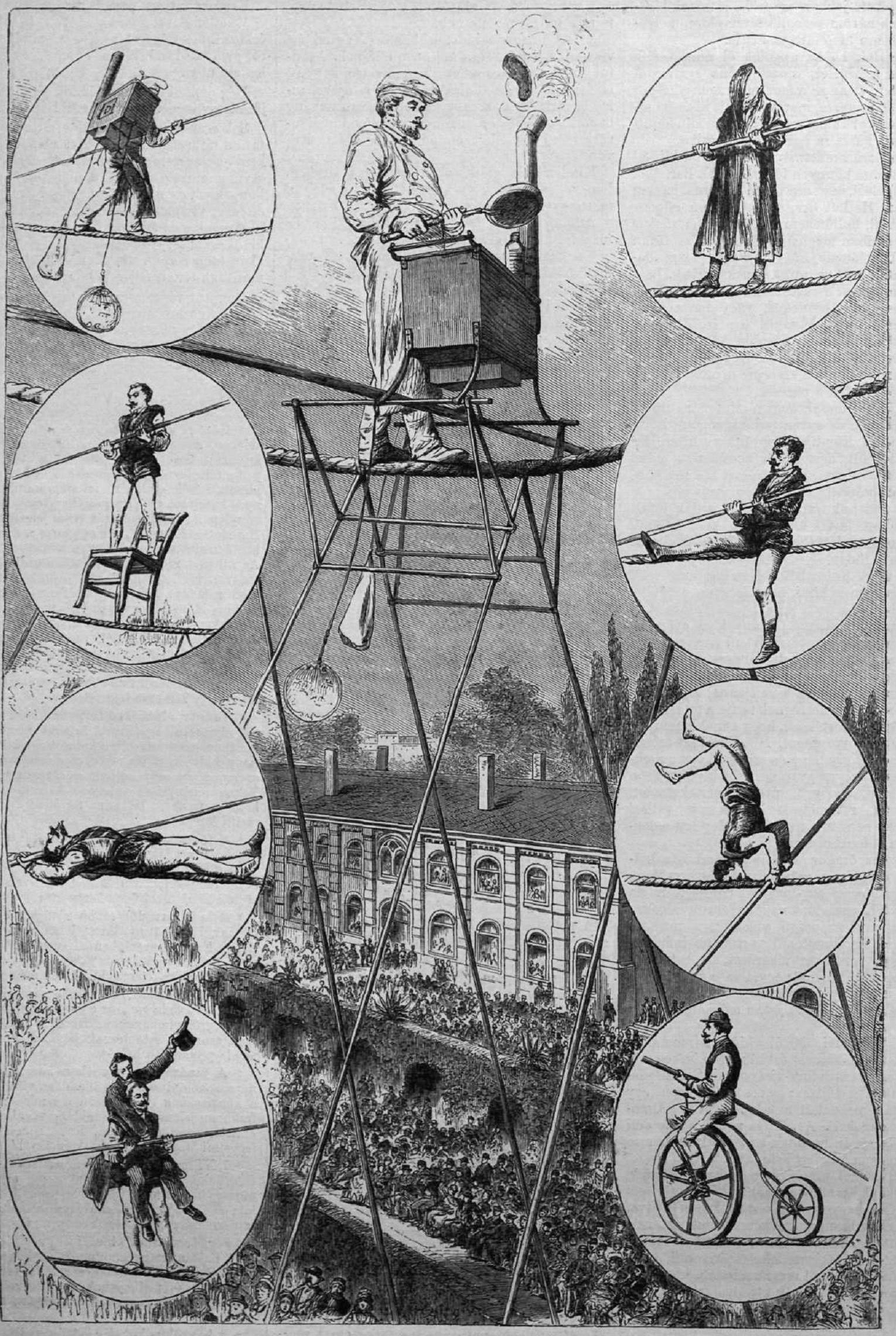
Blondin mutatványai

Első angliai fellépésére 1861-ben került sor a Kristálypalotában, ahol a földtől 20 méterre kifeszített kötélen bukfencezett és gólyalábakon járt. Ezután még többször fellépett a Kristálypalotában, ahol egyik fellépése alkalmával 5 éves kislányát is magával vitte és egy talicskában tolta át a kötélen.
Ezután bejárta az egész országot, megfordult Birminghamben, Sheffieldben, Edinburgh-ban és Liverpoolban is, ahol egy nyolc hónapos oroszlánt tolt át talicskán a kötélen, amikor egy apró hiba miatt majdnem lezuhant.
1861-ben Dublinban lépett fel, amikor a kötél elszakadt, magával rántva az állványzatot. Blondin nem sérült meg, viszont az összeomló állványzat két munkás életét kioltotta. Az ügyben vizsgálatot tartottak, de sem Blondint, sem a menedzsert nem találták hibásnak, ugyanakkor a vizsgálóbíró megjegyezte, hogy a kötélgyártónak sok  megmagyarázni valója van. Amikor Blondin és a menedzsere nem jelent meg a tárgyalás folytatásán, elfogató parancsot adtak ki ellenük. Ennek ellenére a következő évben Blondin visszatért Dublinba és újabb mutatványokat mutatott be.
Visszavonulása után 1880-ban újra visszatért a kötélre; fellépett a kristálypalotában a Oscar Barrett által szervezett pantomim előadáson (Jack and the Beanstalk). Fellépett Rómában, ahol malacot ölt a kötélen. Utolsó fellépését 1896-ban tartotta Belfastban, 72 éves korában. Élete során körülbelül 300-szor kelt a Niagara-vízesés fölött és körülbelül 10 000 mérföldet tett meg kötélen. Soha nem volt életbiztosítása.
Magyarországon kétszer is megfordult, először 1864-ben, mikor a Városligetben mutatta be produkcióját (hol egy ideig nevét is viselte a hely), majd 1880-ban, mikor is az állatkertben lépett fel. A fellépés során a velocipédes számát is bemutatta egyebek mellett.